# 派庫塞鄉

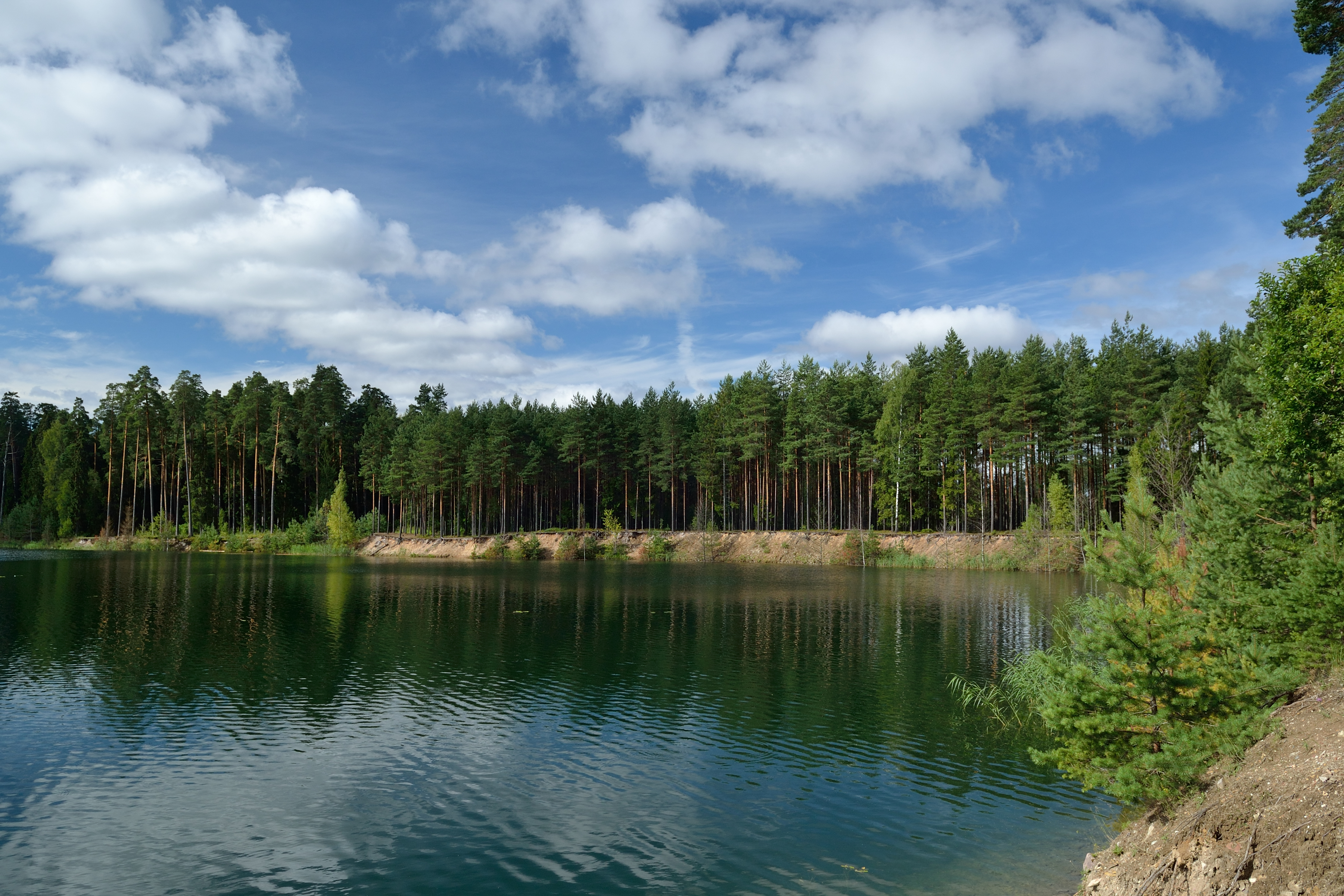

派庫塞鄉，曾是愛沙尼亞派爾努縣的一個鄉村型市镇，位於該國西南部，行政中心設於派庫塞，面積177平方公里，2006年人口3,021，人口密度每平方公里17人。
2017年爱沙尼亚行政改革后，原派库塞市镇和奧德魯市镇、特斯塔馬市镇及派尔努市合并为新的派尔努市镇。
58°23′N 24°37′E / 58.383°N 24.617°E